# Tōzan-ji
Der Tōzan-ji (japanisch 東山寺) ist ein Tempel der Shingon-Richtung des Buddhismus in den Bergen der Stadt Awaji auf der Insel Awaji in der Präfektur Hyōgo.

## Geschichte
Im Jahr 819 soll Kūkai den Tempel angelegt haben. Die Anlage soll sich am Bergrand hinter dem Oku-no-in (奥の院) befunden haben, ging aber durch Brand Verloren. 1285 wurde an der heutigen Stelle der Tempel wieder errichtet. Er umfasste 17 Untertempel und 36 Klausen und hatte ein Einkommen von 600 Koku und blühte als der Haupttempel der Gegend. Ab dem 18. Jahrhundert verlor der Tempel an Einfluss, gewann aber in der Mitte des 19, Jahrhunderts durch den Einsatz der Nonne Saeki Shinzui (佐伯 心随) wieder an Ansehen. Der Tempel wurde in der Zeit auch bekannt als Ort, an dem sich die kaisertreuen Samurai Yanagawa Seigan (梁川 星巌; 1789–1858), Raimiki Saburō (頼三木 三郎; 1825–1859) und andere heimlich trafen.

## Die Anlage
Heute besteht der Tempel nur noch aus wenigen Gebäuden. Neben dem Hauptgebäude, dem Yaskushi-dō, ist das Tempeltor bemerkenswert. Es stammt aus der Namaboku-Zeit und soll vom Shugo-Daimyō Hosokawa Yoriharu (細川 頼春; 1304–1352) gestiftet worden sein.

## Schätze des Tempels
Zu den Schätzen des Tempels gehören ein Yakushi-Buddha (薬師如来; Wichtiges Kulturgut), dem die Heiligen Nikkō (日光菩薩) und Gekkō (月光菩薩) zur Seite stehen. Weiter befinden sich dort die Zwölf himmlischen Generäle, die ebenfalls als wichtige Kulturgüter eingestuft sind. Diese Figuren sind vom Iwashimizu-hachimangū-bettō-gokoku-in (石清水八幡宮別当護国院) in Kyōto, das nicht mehr existiert, 1869 hierher gekommen. Das ist dem Einsatz des Priesters Dōki (道基) zu verdanken.
In dem Yaskushi-dō ist eine klingende Schelle (鰐口, Waniguchi) ausgestellt, die aus dem Jahr 1326 stammt und damit die zweitälteste auf der Insel ist.
Hinter dem erwähnten Oku-no-in befindet sich eine Gruppe gewaltiger Felsen, die im Volke verehrt werden.